# Британське вторгнення

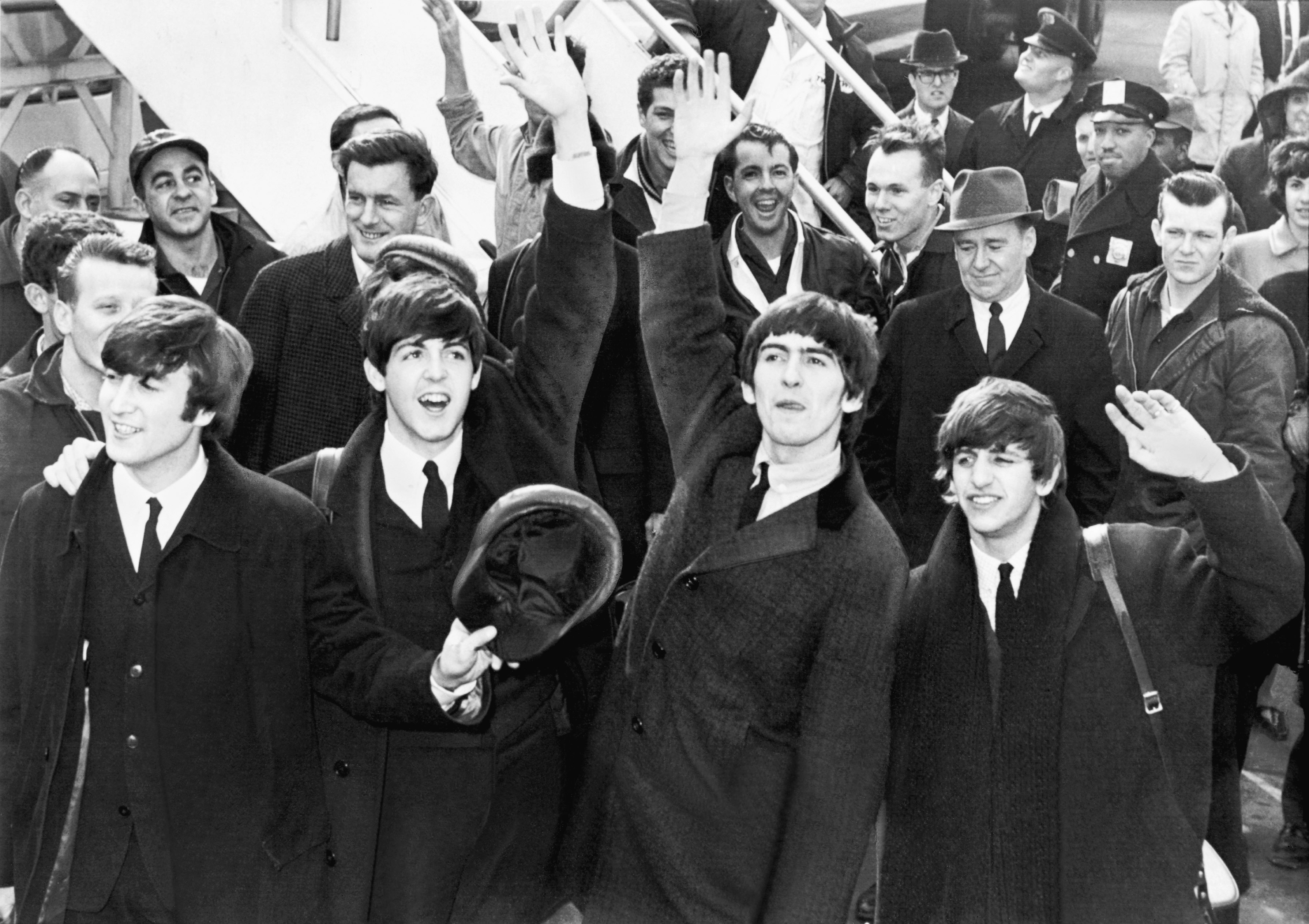
The Beatles в аеропорту «Кеннеді» (1964)

Британське вторгнення (англ. British Invasion) — термін на означення періоду в історії музики, коли британська рок- і поп-музика почала домінувати як у національних, так й у міжнародних (в основному, американських) хіт-парадах з 1964 по 1966 рік, а також зробила неоцінений внесок в формування зростаючої контркультури по обидва боки Атлантичного океану.
Початком явища прийнято вважати американський успіх сингла The Beatles «I Want to Hold Your Hand» і наступний візит гурту в Америку (зокрема участь у Шоу Еда Саллівана). Кінцем «британського вторгнення» зазвичай вважають наростання популярності психоделічного року в 1966—1967 роках, коли американські гурти The Byrds, The Doors, Grateful Dead, The Mamas and the Papas, Lovin' Spoonful, Jefferson Airplane змогли створити значну конкуренцію британським.
Рок-н-рол виник в США у середині п'ятдесятих років і здобув популярність як танцювальна музика, проте не набув в США провідної популярності. Серед міської молоді безперервно домінувала народна музика, а серед дорослих різні види традиційного попу. Рок-н-рол прижився натомість в Європі, головним чином в Великій Британії. Тамтешні групи, адаптуючи головні властивості рок-н-ролу, додали своєрідний європейський смак і жвавість цій музиці. У другій половині 1960-х років такі гурти як, перш за все, The Beatles, The Dave Clark Five, Herman's Hermits і The Rolling Stones, реекспортували цю музику з поверненням до Північної Америки.
Пізнавальними знаками Британського вторгнення стали здвоєні гітари, яскраво виражена мелодика композицій, бездоганні вокальні гармонії. Завдяки цьому явищу є характерне наслідування у відображені в музиці 1970-х і 1980-х роках.

## Передмова

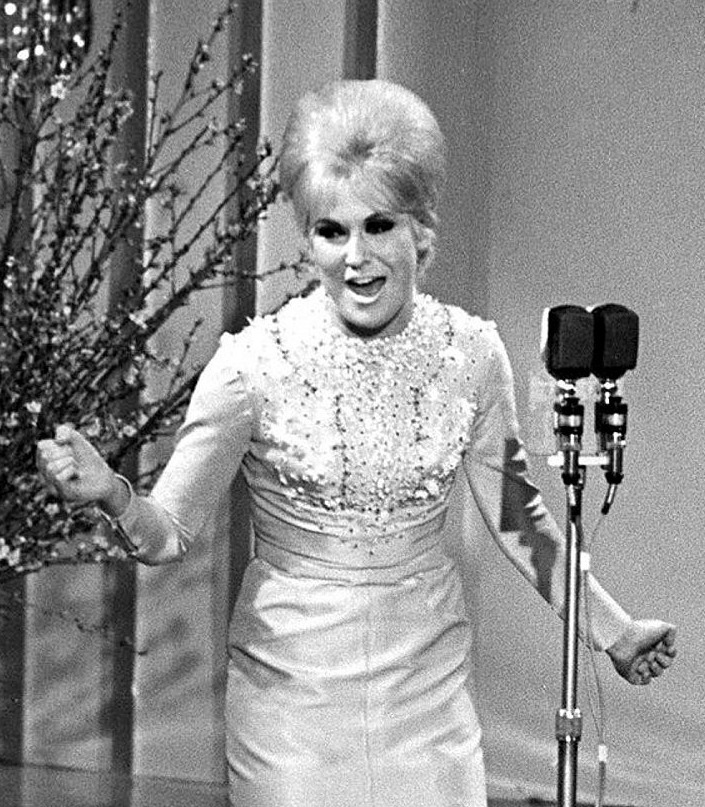
Дасті Спрінгфілд виступає на музичному фестивалі в Сан-Ремо 1965 року

Бунтарський тон та імідж американських рок-н-рольних і блюзових музикантів став популярним серед британської молоді наприкінці 1950-х років. Хоча перші комерційні спроби повторити американський рок-н-рол здебільшого зазнавали невдачі, захоплення скіффлом, натхненне трейд-джазом, з його принципом «зроби сам», призвело до створення Лонні Донеганом двох топ-10 хітів у США. Молоді британські гурти почали поєднувати різні британські та американські стилі в різних частинах Сполученого Королівства, як, наприклад, рух у Ліверпулі, відомий під назвою «Мерсібіт» або «Біґ-біт».
В той час як американські виконавці були популярні у Великій Британії, мало хто з британських виконавців досягнув успіху в США до 1964 року. Кліфф Річард, який на той час був найбільш продаваним британським виконавцем у Сполученому Королівстві, мав лише один хіт із сорока найкращих у США — «Living Doll» у 1959 році. Окрім Донегана, винятками з цієї тенденції були хіти номер один у США «Auf Wiederseh'n, Sweetheart» Віри Лінн 1952 року (у Лінн також був хіт з нижчим рейтингом, але більш довговічний хіт «We'll Meet Again»), «He's Got the Whole World in His Hands» Лорі Лондон у 1958 році, а також інструментальні композиції «Stranger on the Shore» Акера Білка та «Telstar» гурту The Tornados, обидві 1962 року. У 1961 році «Let's Get Together» Хейлі Міллз з альбому «The Parent Trap» потрапила до першої десятки. 1962 року «Midnight in Moscow» Кенні Болла посіла друге місце в чарті Hot 100, «I Remember You» Френка Іфілда стала наступним британським вокалом, який потрапив до першої п'ятірки, а версія «Silver Threads and Golden Needles» гурту Springfields — до сорока найкращих.
Деякі спостерігачі відзначали, що американські підлітки втомилися від поп-гуртів, орієнтованих на сингли, таких як Fabian. Моди і рокери, дві молодіжні «банди» в Британії середини 1960-х років, також мали вплив на музику британського вторгнення. Гурти з естетикою моди стали найпопулярнішими, але гурти, які змогли збалансувати обидва напрямки (наприклад, The Beatles), також мали успіх.

## Бітломанія

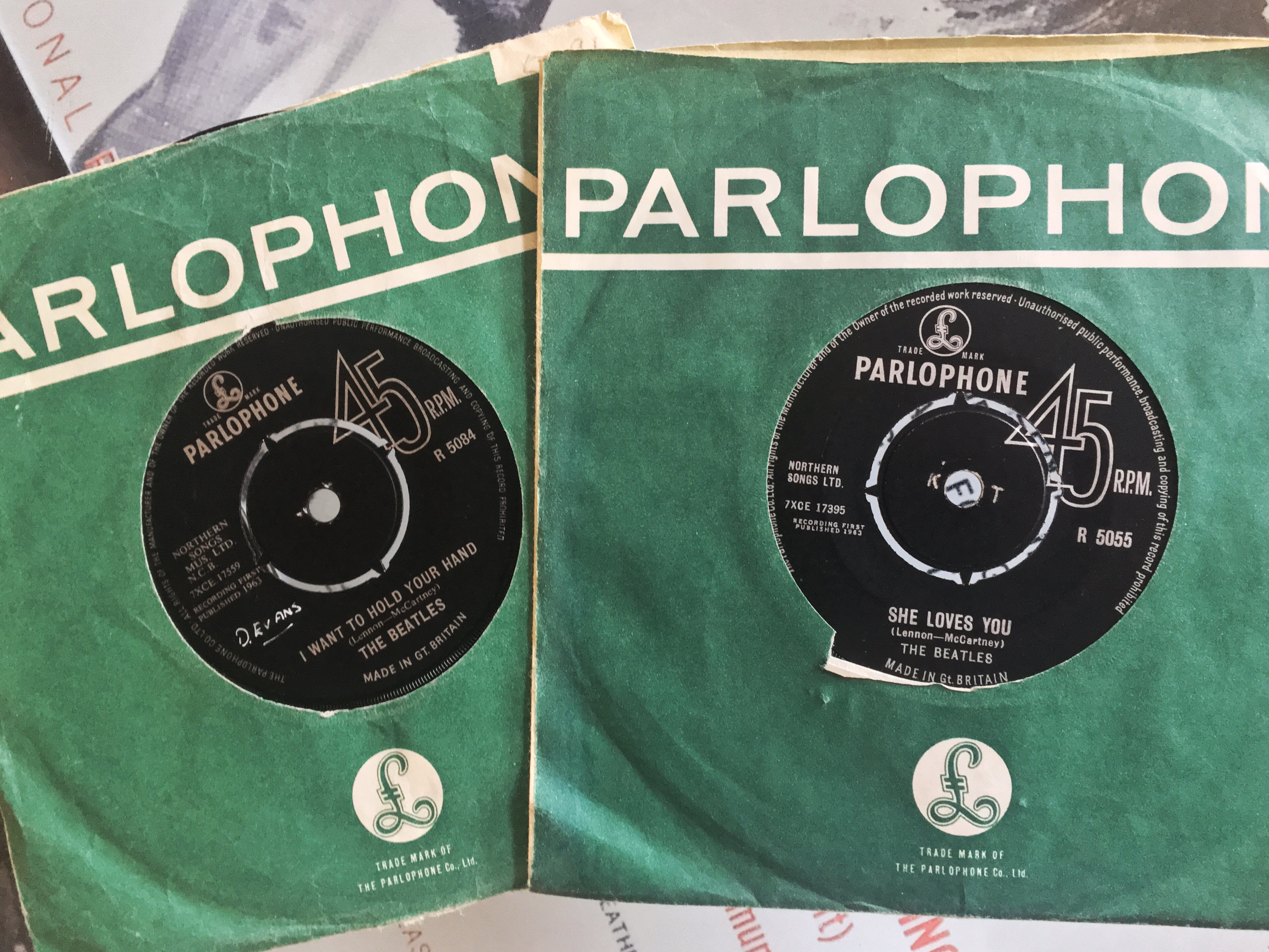
She Loves You і I Want to Hold Your Hand — четвертий і п'ятий сингли The Beatles у Великій Британії

У жовтні 1963 року в США з'явилися перші газетні статті про шаленство в Англії навколо The Beatles . 4 листопада виступ The Beatles у Королівському вар'єте перед королевою-матір'ю викликав інтерес музичної індустрії та засобів масової інформації до гурту . Протягом листопада низка великих американських друкованих видань та дві вечірні програми мережевого телебачення опублікували та транслювали сюжети про явище, яке стало відомим як бітломанія.
10 грудня ведучий вечірніх новин CBS Волтер Кронкайт, шукаючи щось позитивне для репортажу, повторив сюжет про бітломанію, який спочатку вийшов в ефір 22 листопада у випуску ранкових новин CBS з Майком Воллесом, але був знятий з ефіру тієї ж ночі через вбивство президента США Джона Кеннеді. Побачивши репортаж, 15-річна Марша Альберт з Сілвер Спрінг, штат Меріленд, наступного дня написала листа диск-жокею Керролу Джеймсу на радіостанцію WWDC із запитанням: «Чому у нас в Америці немає такої музики?». 17 грудня Джеймс доручив міс Альберт представити пісню «I Want to Hold Your Hand» у прямому ефірі. 20 грудня телефони WWDC розривалися від дзвінків, а магазини музичних записів у Вашингтоні та околицях були переповнені, магазини звукозапису були завалені запитами на платівку, якої у них не було в наявності. Джеймс розіслав платівку іншим диск-жокеям по всій країні, що викликало аналогічну реакцію. 26 грудня Capitol Records випустила платівку на три тижні раніше запланованого терміну. Випуск платівки в той час, коли підлітки були на канікулах, сприяв поширенню бітломанії в США. 29 грудня газета The Baltimore Sun, відображаючи зневажливе ставлення більшості дорослих, написала в редакційній статті: «Америці краще подумати про те, як вона буде справлятися з цим вторгненням. Справді, стримане «The Beatles — додому» може бути саме тим, що треба». Лише протягом наступного року The Beatles мали б тридцять різних позицій у хіт-параді «Hot 100».
3 січня 1964 року в програмі Джека Паара (Jack Paar) жартома показали відеозапис концерту The Beatles, ліцензований Бі-Бі-Сі, але його подивилися 30 мільйонів глядачів. Хоча цей фрагмент був здебільшого забутий, продюсер The Beatles Джордж Мартін сказав, що він «розбудив дитячу цікавість» . В середині січня 1964 року раптово з'явилася пісня «I Want to Hold Your Hand», яка злетіла на вершину майже всіх сорока найкращих музичних опитувань у США, започаткувавши стабільну, масову творчість Fab Four. «I Want to Hold Your Hand» піднялася на перше місце у випуску журналу Cash Box від 25 січня 1964 року (надійшов у продаж 18 січня) та у випуску Hot 100 від 1 лютого 1964 року. 7 лютого 1964 року у вечірніх новинах CBS вийшов сюжет про приїзд The Beatles до США, в якому Волтер Кронкайт сказав: «Британське вторгнення цього разу має кодову назву «Бітломанія». Через два дні, у неділю, 9 лютого, гурт з'явився в ефірі «Шоу Еда Саллівана». За оцінками Nielsen Ratings, 45 відсотків американських телеглядачів того вечора бачили їхній виступ.
За словами Майкла Росса, «дещо іронічно, що найбільший момент в історії популярної музики вперше був пережитий у США як телевізійна подія». Шоу Еда Саллівана деякий час було «комфортним досвідом для домашнього вогнища і капців». Мало хто з 73 мільйонів глядачів, які дивилися його у лютому 1964 року, повністю усвідомлював, який вплив матиме гурт, за яким вони спостерігали.
Незабаром The Beatles викликали протилежні реакції і, в процесі, створили більше нових записів, ніж будь-хто інший — щонайменше 200 впродовж 1964—1965 років і ще більше, натхненні Paul is dead 1969 року Серед багатьох реакцій, що сприяли істерії, були британський дівочий гурт The Carefrees «We Love You Beatles» (No. 39 від 11 квітня 1964 року) та «I Understand Them» гурту Patty Cakes з підзаголовком «A Love Song to the Beatles». Американський гурт The Four Preps «A Letter to the Beatles» (№ 85 від 4 квітня 1964 року) та американський комік Аллан Шерман «Pop Hates the Beatles» не схвалювали безчинства.
4 квітня The Beatles посіли п'ять перших позицій у чарті синглів Billboard Hot 100, і жоден інший гурт не займав одночасно навіть першої четвірки Того ж тижня The Beatles також посіли п'ять перших позицій у чарті синглів журналу Cash Box, причому перші дві позиції помінялися місцями з Hot 100. Масштабний успіх гурту, який включав щонайменше два сингли, що посідали першу сходинку в Hot 100 впродовж семи років поспіль, починаючи з 1964-го, продовжувався аж до розпаду гурту в 1970 році.

### За межами Beatles

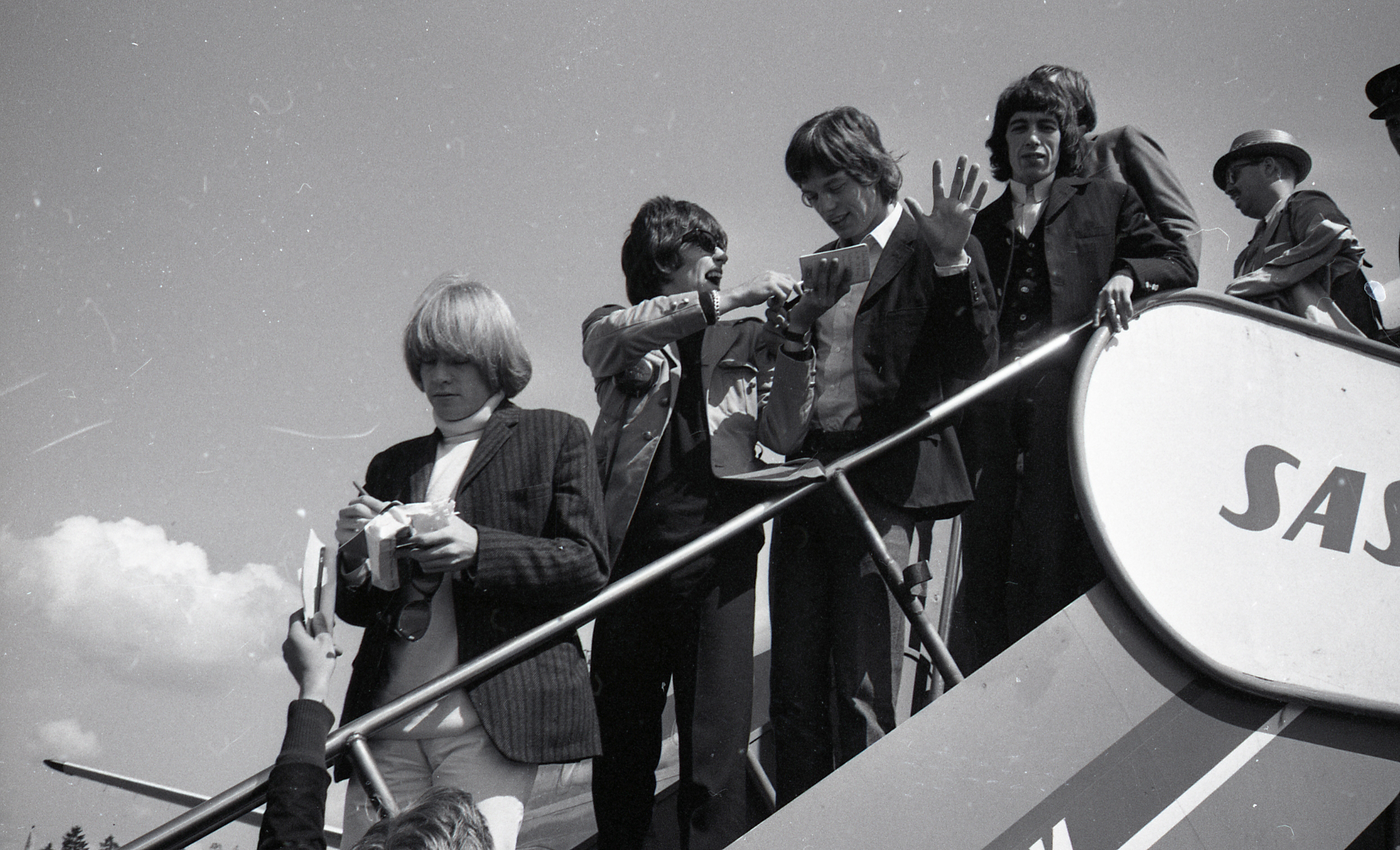
The Rolling Stones прибувають до аеропорту Форнебу в Осло, червень 1965 року

Через тиждень після того, як The Beatles вперше увійшли до чарту Hot 100, Дасті Спрінгфілд, яка розпочала сольну кар'єру після участі у The Springfields, стала наступним британським виконавцем, який потрапив до Hot 100, посівши дванадцяту сходинку з піснею «I Only Want to Be with You». Впродовж наступних трьох років з'являться ще багато британських виконавців з синглом, що очолив чарт США. З наближенням 1965 року з'явилася ще одна хвиля британських виконавців Британського вторгнення, яка зазвичай складалася з груп, що грали в більш поп-стилі, таких як The Hollies або The Zombies, а також виконавців з більш жорстким блюзовим підходом, таких як The Dave Clark Five, The Kinks і Rolling Stones. 
8 травня 1965 року Британська Співдружність підійшла ближче, ніж будь-коли, до чистої зачистки першої десятки щотижневого чарту Hot 100, не вистачало лише хіта на другому місці замість «Count Me In» Гері Льюїса та «Playboys». 1 травня 1965 року Британська Співдружність майже очолила першу десятку чарту синглів Cash Box, не вистачало лише хіта на шостому місці замість «Count Me In». Британська Співдружність також утримувала першу шістку в чарті Hot 100 1 травня 1965 року і першу шістку в чарті Cash Box 24 квітня 1965 року. Того ж року половина з 26 лідерів чарту Billboard Hot 100 (враховуючи «I Feel Fine» гурту The Beatles, перенесену з 1964 року) і перша позиція в 28 з 52 тижнів чарту належала британським виконавцям. Британська тенденція продовжиться в 1966 році і далі. Виконавці Британського вторгнення також домінували в музичних чартах у себе вдома, у Сполученому Королівстві.
Музичний стиль виконавців часів Британського вторгнення, таких як The Beatles, формувався під впливом раннього американського рок-н-ролу — жанру, який на час вторгнення дещо втратив свою популярність і привабливість. Однак, наступні кілька білих британських виконавців, зокрема Rolling Stones та The Animals, звернулися до більш чужої демографічної групи, по суті, відродивши та популяризувавши, принаймні серед молоді, музичний жанр, коріння якого сягає блюзу, ритму та негритянської культури , який здебільшого ігнорувався або відкидався у виконанні чорношкірих американських виконавців у 1950-х роках. Такі гурти іноді сприймалися американськими батьками та старшими людьми як бунтарські та некорисні, на відміну від прихильних до них поп-груп, як, наприклад, The Beatles. The Rolling Stones стали найбільшою групою, окрім The Beatles, яка вийшла з Британського вторгнення, вісім разів очолюючи Hot 100. Іноді відбувалося зіткнення між двома стилями Британського вторгнення, відшліфованими поп-гуртами та більш грубими блюзовими гуртами, через очікування, встановлені The Beatles. Ерік Бердон з Animals сказав: «Вони одягли нас у найдивніші костюми. Вони навіть збиралися привести хореографа, щоб показати нам, як рухатися на сцені. Я маю на увазі, що це було смішно. Це було щось таке далеке від нашої природи, і, так, нас просто штовхали і казали: „Коли ви приїдете в Америку, не згадуйте про війну [у В'єтнамі]! Ви не можете говорити про війну“. Ми відчували себе так, ніби нам заткнули рота».
«Freakbeat» — термін, яким іноді називають деякі британські гурти епохи британського вторгнення, тісно пов'язані з модною сценою періоду «Свінгуючого Лондона», особливо жорсткі британські блюзові гурти тієї епохи, які часто залишалися незрозумілими для американських слухачів, і які іноді розглядаються як аналоги гаражних рок-гуртів в Америці . Деякі гурти, такі як The Pretty Things та The Creation, мали певний успіх у хіт-парадах Великої Британії і часто вважаються зразками форми. Поява відносно однорідного світового стилю «рок», що ознаменував кінець «вторгнення», відбулася у 1967 році.

## Вплив на американську музику

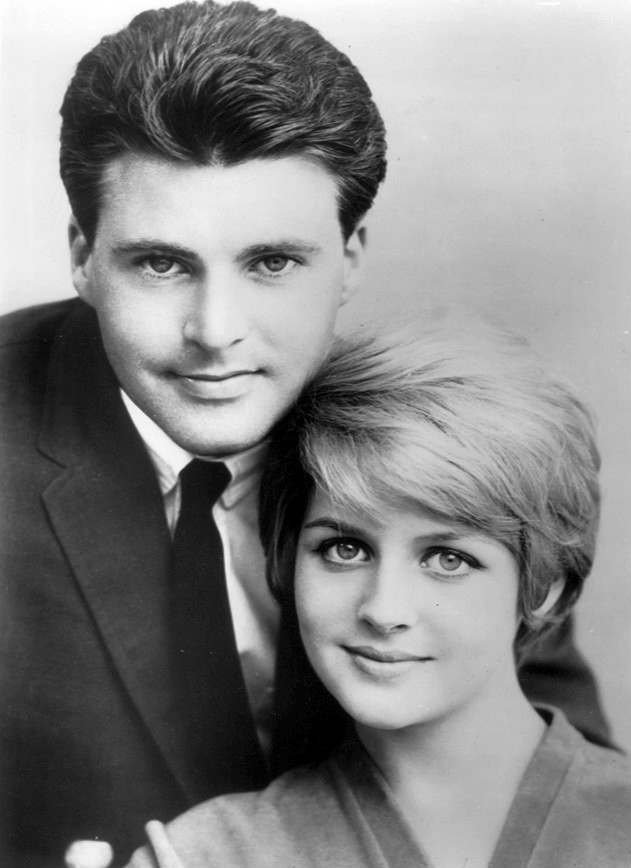
Рікі і Крістін Нельсон в 1964 році

Британське вторгнення мало глибокий вплив на популярну музику, інтернаціоналізувавши виробництво рок-н-ролу, створивши британську індустрію популярної музики як життєздатний центр музичної творчості, і відкривши двері для наступних британських виконавців для досягнення міжнародного успіху. В Америці Вторгнення, ймовірно, ознаменувало кінець популярності інструментальної музики серфінгу, вокальних дівочих гуртів до Мотауна, фолк-відродження (яке адаптувалося, перетворившись на фолк-рок), підліткових трагічних пісень, кантрі-музики Нешвілла (яка також зіткнулася з власною кризою через смерть деяких з її найбільших зірок в той самий час), і, тимчасово, підліткових кумирів, які домінували в хіт-парадах Сполучених Штатів наприкінці 1950-х — на початку 1960-х років. Це завдало удару по кар'єрі відомим R'n'B-гуртам, таким як Чаббі Чекер, і тимчасово підірвало успіх у чартах деяких вцілілих рок-н-рольних гуртів, зокрема Рікі Нельсона, Фетса Доміно, братів Еверлі та Елвіса Преслі (який, тим не менш, з 1964 по 1967 рік потрапив до тридцятки лідерів «Hot 100»). Це спонукало багато існуючих гаражних рок-гуртів прийняти звучання з відтінком британського вторгнення і надихнуло багато інших груп на створення, створивши сцену, з якої вийдуть багато основних американських гуртів наступного десятиліття. Британське вторгнення також відіграло важливу роль у становленні окремого жанру рок-музики і закріпило першість рок-груп, заснованих на гітарах і барабанах, які створюють свій власний матеріал як автори-виконавці пісень.
У лютому 2021 року Кен Барнс, колишній радіожурналіст USA Today, проаналізував успіх американських музичних виконавців до та під час Вторгнення у статті для Radio Insight, намагаючись підтвердити або спростувати твердження про те, що британське Вторгнення зруйнувало американську музику. У своєму аналізі він зазначив, що деякі з артистів, чиї кар'єри були затьмарені вторгненням — серед них Боббі Ві, Ніл Седака, Діон та Елвіс Преслі — врешті-решт повернулися після того, як вторгнення пішло на спад. Інші, такі як Білл Андерсон і Боббі Бейр, залишалися успішними в кантрі-сфері, навіть коли їхній успіх в поп-кросовері пішов на спад. 
Барнс зазначив, що одна звукозаписна компанія, Cameo Parkway, зазнала більшої шкоди від вторгнення (і одночасного підйому Motown), ніж будь-яка інша, але також зазначив, що на неї також вплинула інша подія, яка сталася того ж тижня, що й приїзд Beatles: American Bandstand, яка базувалася у Філадельфії, де була заснована Cameo Parkway, і залучила багатьох своїх виконавців з Cameo Parkway, переїхала до Лос-Анджелесу. Підсумовуючи, він зазначив, що багато передбачуваних жертв вторгнення (42 відсотки більшості американських хітових музичних гуртів 1963 року) вже бачили зменшення прибутків у 1963 році до початку вторгнення; 24 відсотки американських гуртів того року продовжували свій успіх, незважаючи на вторгнення, такі як «The Beach Boys», Френкі Валлі та інші; 14 відсотків були подібні до Седаки, Ві та Преслі, які постраждали під час вторгнення, але відновилися після нього; і 20 відсотків зазнали фатальної шкоди для своєї кар'єри через нього (Барнс стверджує, що 7 відсотків американських гуртів — здебільшого гурти Cameo Parkway та гурти народного відродження — були майже повністю знищені через вторгнення, а для решти 13 відсотків вторгнення було однією з кількох причин їхнього занепаду). Стилістично пропорції американської музики не зазнали суттєвих змін під час Вторгнення, навіть коли британські гурти заполонили чарти однорідним поп-рок звучанням; фолк, кантрі та новаторська музика, які і так були незначними факторами в загальній поп-сфері, впали майже до нуля, тоді як дівочі гурти також сильно постраждали.
Хоча багато гуртів, пов'язаних із вторгненням, не пережили його кінця, багато інших стали іконами рок-музики. Звучання Мотаун, на прикладі Supremes, Temptations та Four Tops, кожна з яких отримала свій перший запис у топ-20 протягом першого року вторгнення, 1964 року, а потім багато інших записів у топ-20, окрім постійного або навіть прискореного випуску Miracles, Gladys Knight & the Pips, Марвіна Гея, Martha & the Vandellas та Стіві Вандера, фактично збільшило свою популярність протягом цього часу.
Інші американські гурти також демонстрували схоже звучання з британськими виконавцями «Британського вторгнення» і, в свою чергу, підкреслювали, що британський «звук» сам по собі не був абсолютно новим або оригінальним. Роджер МакГінн з Byrds, наприклад, визнавав борг, який американські виконавці мали перед британськими музикантами, такими як Searchers, але «вони використовували фольклорні мотиви, які я використовував в будь-якому випадку. Тож це не така вже й велика крадіжка». І американський сонячний поп-гурт The Buckinghams, і американський техасько-мексиканський гурт Sir Douglas Quintet, що зазнав впливу The Beatles, взяли собі британські назви, а гурт Beau Brummels із Сан-Франциско отримав свою назву від імені однойменного англійського денді. Роджер Міллер у 1965 році записав хіт-парад із самостійно написаною піснею «England Swings», в якій, хоча назва відсилає до прогресивної молодіжної культурної сцени, відомої як Свінгінг-Лондон, текст пісні віддає данину традиційному британському способу життя. Англієць Джефф Стівенс (або Джон Картер) відповів на цей жест а-ля Руді Валле роком пізніше у пісні New Vaudeville Band «Winchester Cathedral». Навіть нещодавно, у 2003 році, Shanghai Knights знову зробили дві останні мелодії незабутніми на лондонських сценах. Випередивши «Bay City Rollers» більш ніж на десятиліття, два британські гурти, які потрапили до двадцятки найкращих у чарті «Hot 100», віддали належне Америці: Біллі Джей Крамер з Dakotas та Nashville Teens. Британське вторгнення також викликало негативну реакцію з боку деяких американських гуртів, наприклад, Paul Revere & the Raiders та New Colony Six, одягнені у форму часів Революційної війни, а Gary Puckett & the Union Gap — у форму часів Громадянської війни. 106 Гаражний рок-гурт the Barbarians у пісні «Are You a Boy or Are You Girl» містив слова «You're either a girl, or you come from Liverpool» та «You can dance like a female monkey, but you swim like a stone, Yeah, a Rolling Stone».
В Австралії успіх Seekers та Easybeats (останнього гурту, сформованого переважно з британських емігрантів) майже збігся з успіхом «Британського вторгнення». The Seekers мали два хіти, що потрапили до першої п'ятірки чарту Hot 100 під час Британського вторгнення: хіт номер чотири «I'll Never Find Another You» (записаний на лондонській Abbey Road Studios) у травні 1965 року та хіт номер два «Georgy Girl» у лютому 1967 року. The Easybeats значною мірою спиралися на звучання Британського вторгнення і мали один хіт у США під час Британського вторгнення, шістнадцятий хіт «Friday on My Mind» у травні 1967 року
За словами Роберта Томпсона, директора Центру вивчення популярного телебачення при Сиракузькому університеті, Британське вторгнення виштовхнуло контркультуру в мейнстрім.

### Гурти

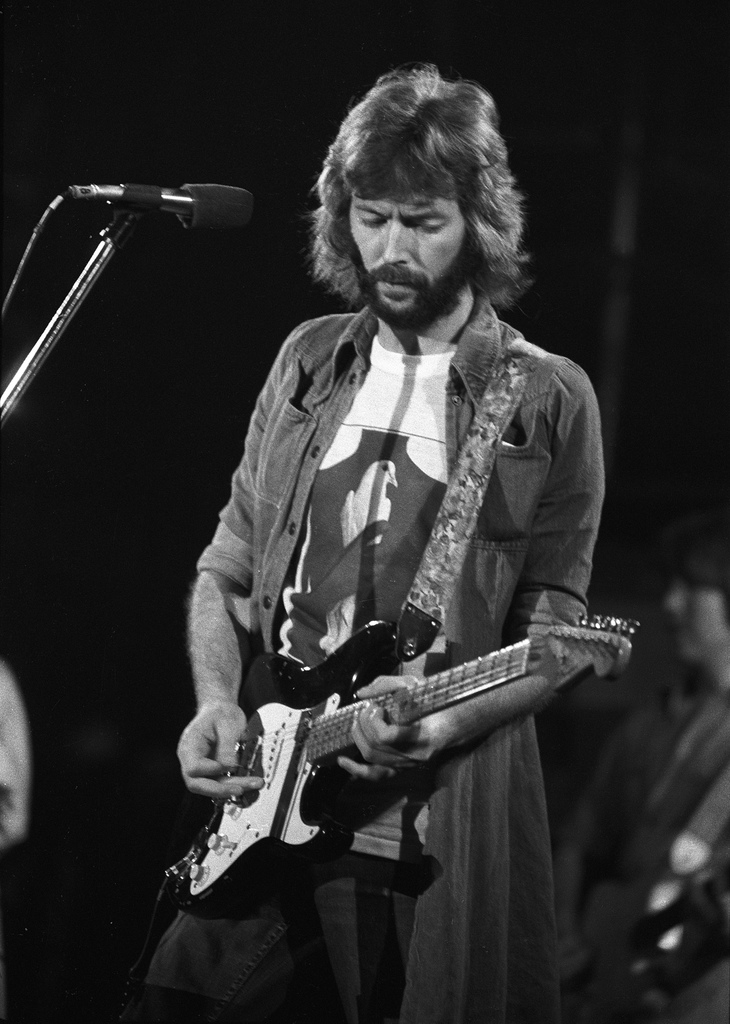
Ерік Клептон — Свінг-аудиторія, Сан-Бернардіно, Каліфорнія, турне «There's One In Every Crowd». 15 серпня 1975 року

The Beatles — найвпливовіша група 1960-х, у часи «британського вторгнення» записували мерсібіт і поп-рок. The Dave Clark Five — була особливо популярна в США, єдина з біт-груп, що сперечалася з The Beatles у комерційному успіху. Вона 18 разів брала участь у Шоу Еда Саллівана. 24 її записи потрапили в 'Billboard Hot 100', серед котрих 17 синглів потрапили до 'Top-40-Hits' 1964—1967 років. Пісня «Over And Over» посіла 1-е місце в сигл-чартах США. Журнали поп-музики деколи виходили з аншлагами: «Dave Clark Five vs The Beatles». The Rolling Stones — найважливіша ритм-енд-блюзова група 1960-х. Почавши з кавер-версії The Beatles, прийшли до твердішого звучання й іміджу. The Who — одна із «найважчих» груп середини 60-х, до кінця десятиліття вони наблизилися до класичного року записавши рок-оперу «Tommy». The Kinks — автори двох найперших хард-рок хітів. The Small Faces — Поряд з The Who й The Kinks, одні з мод-ідеологів. The Pretty Things — почавши з гостросоціального ритм-енд-блюзу, до кінця 1960-х перейшли до психоделічного року, записавши першу рок-оперу. The Yardbirds — одна з ключових гітарних груп 1960-х, з якої вийшли найбільші гітаристи: Ерік Клептон, Джефф Бек і Джиммі Пейдж. Cream — поряд із The Yardbirds, звідки Cream запозичили Еріка Клептона, вони вважаються одними з засновників хеві-металу. Herman's Hermits — один із найм'якіших за своїм звуком грутів «британського вторгнення», мелодійний вокальний поп. The Searchers — на початку «вторгнення» вважалися мерсібіт-групою № 2 після The Beatles. The Hollies — яскраві представники мерсібіту. The Animals — група ритм-енд-блюзового звучання, що виконала також відомі версії деяких давніх пісень.

## Кінець першого британського вторгнення та його наслідки
Історичний висновок британського вторгнення неоднозначний. Хвиля англофільства значною мірою згасла, коли культура США змінилася у відповідь на війну у В'єтнамі та громадянські заворушення наприкінці 1960-х — на початку 1970-х років. У міру того, як культурні аспекти британського вторгнення згасали, британські музичні гурти зберігали свою популярність протягом десятиліття і в 1970-х роках, конкуруючи зі своїми американськими колегами, які повернулися на вершину популярності. Британські прогресивні рок-гурти 1970-х років часто були більш популярними в США, ніж у рідній Британії, оскільки робітничий клас США загалом прихильно ставився до віртуозності прогресивних рок-гуртів, тоді як британська аудиторія гуртів обмежувалася більш витонченими вищими класами.
Вважається, що британські гурти, такі як Badfinger і The Sweet, а також американський гурт The Raspberries, розвинули жанр до рівня пауер-попу. У 1978 році два рок-журнали написали обкладинки, аналізуючи пауер-поп як рятівника як нової хвилі, так і безпосередньої простоти року. Разом з музикою, нова хвиля вплинула на моду, як-от модний стиль джему чи вузькі краватки лос-анджелеської сцени, що стрімко зростала. Кілька виконавців пауер-попу мали комерційний успіх, особливо Knack, чий сингл «My Sharona» став найпопулярнішим синглом 1979 року в США. Хоча Knack і пауер-поп випали з мейнстрімної популярності, жанр продовжує залишатися культовим з періодичними періодами скромного успіху
Наступна хвиля британських виконавців зросла до популярності на початку 1980-х років, коли британські музичні відеокліпи з'явилися в американських ЗМІ, що призвело до того, що зараз відоме як «Друге британське вторгнення». Ще одна хвиля популярності британського мейнстріму в музичних чартах США припала на середину 1990-х років, коли короткий успіх мали Spice Girls, Oasis, Blur і Роббі Вільямс. Принаймні один британський гурт з'являвся в Hot 100 щотижня з 2 листопада 1963 року до 20 квітня 2002 року, починаючи з дебютної пісні «You Don't Have to Be a Baby to Cry» гурту Caravelles. Популярність британських виконавців знижувалася протягом 1990-х років, і у випуску Billboard від 27 квітня 2002 року жодна з пісень у Hot 100 не належала британським виконавцям; того тижня лише два з 100 найкращих альбомів — Крейга Девіда та Оззі Осборна — були британськими виконавцями.
Останній рух припав на середину-кінець 2000-х років, коли британські виконавці R'n'B та соул, такі як Емі Вайнхаус, Естель, Джосс Стоун, Даффі, Наташа Бедінгфілд, Флоренс Велч, Адель, Флоетрі, Джессі Джей, Леона Льюїс, Джей Шон і Тайо Круз користувалися величезним успіхом в американських чартах, що призвело до розмов про «Третє британське вторгнення» або «Британське соул вторгнення». Бойз-бенд One Direction також називають головною частиною нового «Британського вторгнення», оскільки вони стали першим британським гуртом, чий дебютний альбом посів перше місце в американських чартах, а також завдяки їхньому загальному домінуванню в Америці.